# Loubens (Gironde)
Loubens  egy francia település Gironde megyében az Aquitania régióban. Lakosainak száma 314 fő (2022. január 1.).

## Adminisztráció
Polgármesterek:
- 2001–2014 Sylvette Brel
- 2014–2020 Alain Breuille

## Demográfia
| Lakosok száma | 245  | 241  | 315  | 303  | 301  | 301  | 301  | 313  | 309  | 314  |
|               | 1968 | 1982 | 1990 | 2006 | 2013 | 2015 | 2017 | 2019 | 2020 | 2022 |

## Látnivalók
- Saint Vincent templom
- XIII. századi malom
- Lavison kastély a XIII. századból